# Rolf Sievert

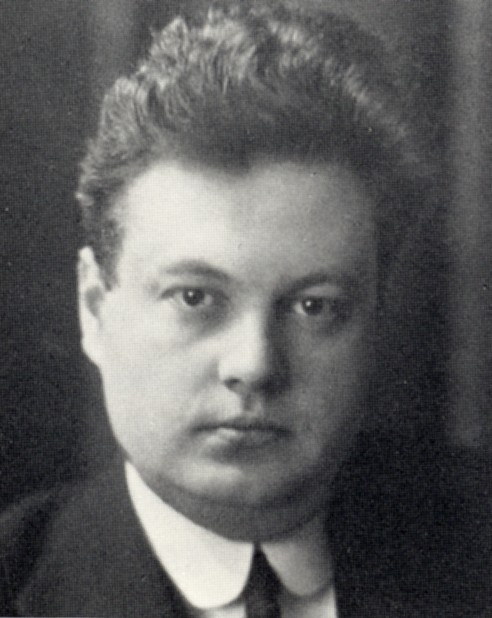
Rolf M. Sievert

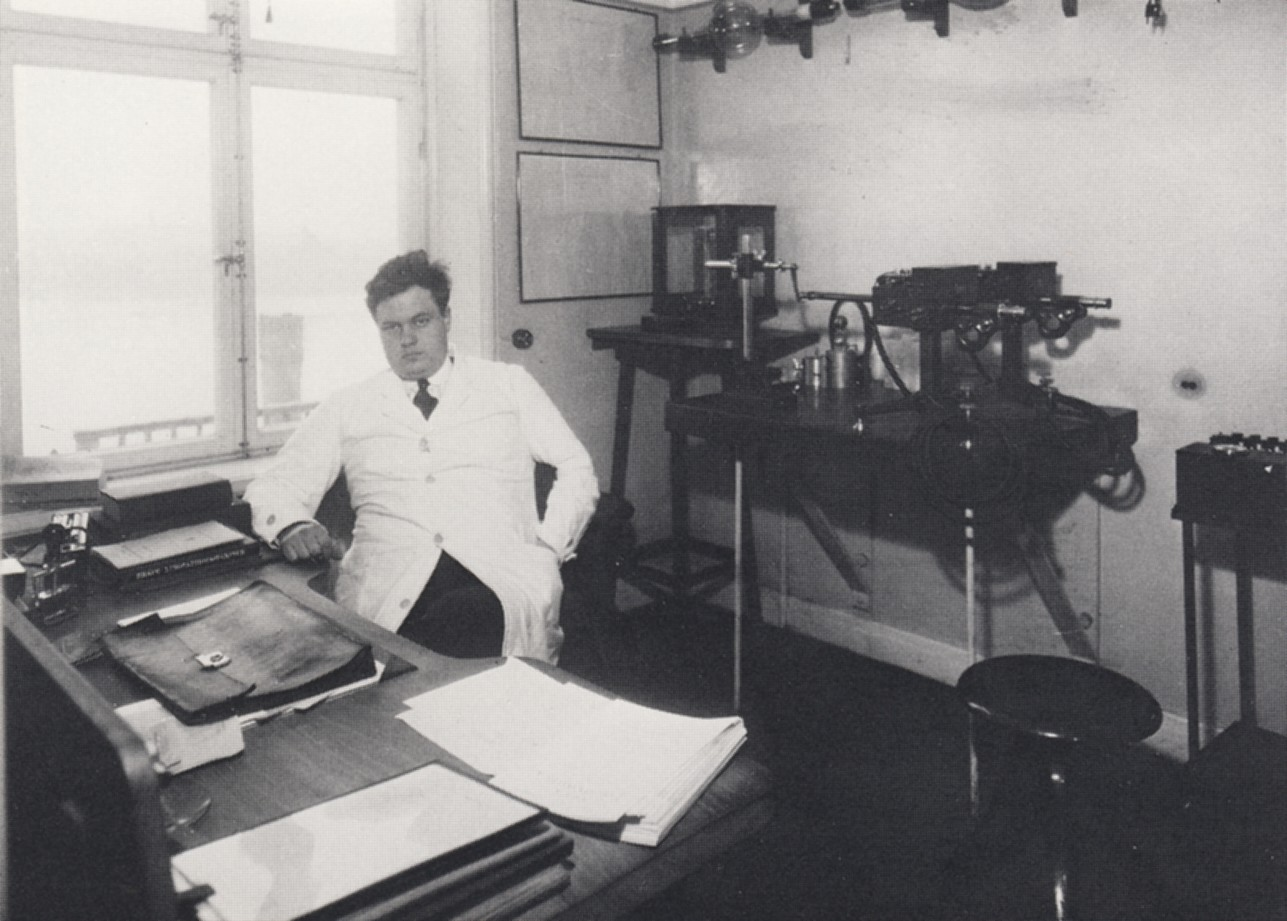
Rolf Sievert in seinem Arbeitszimmer in Stockholm 1925

Rolf Maximilian Sievert (* 6. Mai 1896 in Stockholm; † 3. Oktober 1966 in Stockholm) war ein schwedischer medizinischer Physiker, der sich um die Einführung und die Weiterentwicklung des Strahlenschutzes verdient gemacht hat. Nach ihm wurde die Maßeinheit Sievert (Einheitenzeichen Sv) der Äquivalentdosis benannt.

## Leben
Der Großvater von Rolf Maximilian Sievert wanderte aus Deutschland aus und wurde in Schweden ein sehr erfolgreicher Fabrikant. Das Unternehmen wurde dann von Vater Max Sievert weitergeführt. Dieser starb 1913 und hinterließ seinem siebzehnjährigen Sohn ein beträchtliches Vermögen.
Nach knapp bestandenem Schulabschluss studierte Rolf Sievert zunächst Medizin und dann Elektrotechnik, brach jedoch beide Studien bald wieder ab. 1915 nahm er an der Universität in Uppsala das Studium der Astronomie, Meteorologie, Mathematik und Mechanik in Angriff, welches er 1919 mit einem ersten akademischen Abschluss (Kandidat) beendete. Zu seinen Professoren in Uppsala gehörte Carl Wilhelm Oseen. Seine Diplomarbeit beschäftigte sich mit der Strahlungsintensität eines Radiumpräparates, ein Themenbereich, welcher sein späteres Forscherleben bestimmte. Zunächst musste er aber auf familiären Druck in das väterliche Unternehmen einsteigen.
Nach dem Ersten Weltkrieg studierte er nebenbei Physik an der Stockholmer Hochschule und wurde Assistent an der Schwedischen Akademie der Wissenschaften. 1920 erfuhr Sievert (unter anderem von dem Radiologen Gösta Forssell) dann von der Möglichkeit, Röntgenstrahlen und Radiumpräparate für medizinische Zwecke einzusetzen, wobei die Frage der richtigen Dosierung noch ungelöst war. 24-jährig erhielt er eine Stelle in der Strahlenklinik Radiumhemmet. Er widmete sich diesem Forschungsgebiet und entwickelte verschiedene Geräte zur Messung der Strahlendosis und Methoden zur Abschirmung von Strahlung, darunter die Sievert-Kammer zur Messung der Intensität von Röntgenstrahlen und einen Apparat zur besseren Dosierung der Strahlung in der Krebstherapie.
Nachdem er 1924 sein Lizenziat erhalten hatte, begann Sievert eine offizielle Kollaboration mit Forssell am Radiumhemmet. Er hatte dort den Status eines Wissenschaftlers, wurde aber nicht bezahlt. Er spendete dem Radiumhemmet größere Summen zur Gründung und Ausstattung eines Physiklabors.
1932 wurde er mit einer Dissertation über Strahlungsmessung an der Universität Uppsala promoviert und wurde Assistenzprofessor (lecturer) an der Hochschule Stockholm. 1938 wurde das Radiumhemmet Teil des Karolinska-Universitätskrankenhauses und 1941 wurde Sievert dort Professor und Direktor des Instituts für Strahlenphysik.
Rolf Sievert war auch der Begründer der Strahlenschutz-Forschung und setzte sich für Gesetzgebung zum Strahlenschutz ein. Auf dem Zweiten Internationalen Kongress der Radiologie, der 1928 in Stockholm stattfand, spielte er eine zentrale Rolle dabei. Der Kongress rief unter anderem das Internationale Komitee zum Schutz vor Röntgenstrahlung und Radium, den Vorgänger der heutigen Strahlenschutzkommission ins Leben, dem Sievert angehörte und deren Vorsitzender er später war (1956–1962). Er setzte sich mit Nachdruck für die Festlegung internationaler Grenzwerte ein und war diesbezüglich in mehreren Kommissionen vertreten und spielte beispielsweise eine zentrale Rolle dabei, dass 1934 das Röntgen als Einheit für die Strahlungsdosis international akzeptiert und in den ersten Vorschriften zur Begrenzung der Strahlendosis verwendet wurde. Von 1958 bis 1960 war Sievert auch Vorsitzender des United Nations Scientific Committee on the Effects of Atomic Radiation (UNSCEAR).
Sievert leitete insgesamt 27 Jahre lang das Radiophysikalische Institut in Stockholm, bevor er sich 1965 zur Ruhe setzte. Er erhielt zahlreiche Ehrungen, darunter die Mitgliedschaft in der Königlich Schwedische Akademie der Ingenieurwissenschaften, die Ehrenmitgliedschaft des British Institute of Radiology und den Nordstern-Orden.
1966 verstarb Sievert zwei Tage nach einer Magenkrebsoperation an einer Lungenembolie.
Im Jahr 1979 legte die Internationale Strahlenschutzkommission das Sv (Sievert) als internationale Einheit für die "Äquivalenz-Dosis", die die biologische Wirksamkeit von Strahlung misst, fest.